# 멀리서 보면 푸른 봄 (드라마)
《멀리서 보면 푸른 봄》은 2021년 6월 14일부터 2021년 7월 20일까지 방영된 KBS 2TV 월화 드라마이다.

## 기획 의도
'멀리서 보면' 청춘일지도 모를, 20대들의 고군분투 리얼 성장 드라마

## 방송 시간
| 방송 채널 | 방송 기간                                            | 방송 시간                           | 방송 분량                                |
| --------- | ---------------------------------------------------- | ----------------------------------- | ---------------------------------------- |
| KBS 2TV   | 2021년 6월 14일 ~ 2021년 6월 29일 [1회~6회] (본방송) | 매주 월요일, 화요일 밤 9:30 ~ 10:40 | 70분 (1회당 1부 40분, 2부 30분 분할방송) |
| KBS 2TV   | 2021년 7월 5일 ~ 2021년 7월 20일 [7회~12회] (본방송) | 매주 월요일, 화요일 밤 9:30 ~ 10:40 | 70분 (1회당 1부 40분, 2부 30분 분할방송) |

## 제작진 정보

### 제작사
- 빅토리콘텐츠 : MBC 주말 드라마 《당신은 너무합니다》, KBS 2TV 월화 드라마 《달이 뜨는 강》 제작

### 연출
- 김정현 : SBS 주말 특별기획 드라마 《스타일》(조연출), MBC 수목 드라마 《장난스런 키스》(조연출), SBS 주말 특별기획 드라마 《시크릿 가든》(조연출), SBS 주말 특별기획 드라마 《신사의 품격》(조연출), MBC 월화 드라마 《구가의 서》(연출), SBS 주말 특별기획 드라마 《미세스 캅 2》(연출), tvN 토일 드라마 《화유기》(연출), JTBC 금토 드라마 《리갈 하이》(연출) tvN 토일 드라마 《호텔 델루나》(연출)

### 극본
- 고연수

## 등장인물

### 주요 인물
- 박지훈 : 여준 (남, 20세) 역 (아역 : 서우진) - 부유한 집안의 2형제 중 막내, 주위를 밝히는 꽃미남이다. 밝은 미소와 유쾌한 장난기를 겸비한 돈 잘 쓰고 잘 노는 명일대 최고의 인기남. 풍족하고 럭셔리한 환경에서 사랑받고 귀하게 자란 도련님 분위기가 풍긴다.

- 강민아 : 김소빈 (여, 22세) 역 (아역 : 오아린) - 성실하다. 소심하다. 인내심 강하다. 생각이 많다. 인파에 섞이면 절대 못 찾을 평범 흔녀. 노력은 일등, 그러나 성과는 없어 실망하고 불안감을 겪기도 한다. 여덟 살 때 부모님이 이혼했고, 아빠와 새엄마와 동생과 살았으며, 지금은 기숙사에서 명일대 체대여신 왕영란, 미대여신 공미주 기센 미녀들 사이에 끼여, 그들에게 시달리며 산다.

- 배인혁 : 남수현 (남, 25세) 역 - 군 제대 후 복학해 스물 다섯, 전과목 A+에 빛나는 수재. 훈남 외모. 그러나 일주일에 알바 3개를 하는 흙수저, 잠잘 시간도 없는 비자발적 슈퍼맨. 어릴 적 경찰이었던 아버지를 사고로 잃고 아픈 어머니와 동생을 지키는 가장 역할을 해왔다. 생존을 위해, 가족을 위해 우정도 연애도 포기한 안타까운 청춘.

### 명일즈
- 권은빈 : 왕영란 (여, 25세) 역 - 명일대 체육교육과 걸크러시, 매사에 쿨하고 터프하다. 명랑한 성격에 친구들도 많고, 모두가 잘 따르는 여대장부다.

- 우다비 : 공미주 (여, 22세) 역 - 눈에 확 띄는 화려한 미모의 소유자, 어려서부터 아버지의 유난스러운 사랑과 과보호 속에 자랐다. 눈에 띄게 예쁜 미모 덕에 어딜 가나 공주 대접을 받았다. 그렇게 공주로 커온 탓에 도도하고 예민하고 거만하다. 사랑 받는 법만 알았지 사랑을 주거나 남을 대하는 법을 모른다.

- 최정우 : 홍찬기 (남, 22세) 역 - 온 몸과 마음을 다해 청춘을 낭비하는 한량, 명일대 최고의 주접맨. 명일대의 투머치토커. 성별이 여자기만 하면 무조건 집적대는 바람둥이.

- 이우제 : 한정호 (남, 26세) 역 - 명일대 경영학과 3학년, 제대 후 늦게 복학해 3학년들보다 학번이 높다. 노력은 하지 않지만 지긴 싫어한다. '나이가 벼슬'이라고 믿는 타입으로 나이 먹은 만큼 대접 받고 싶어 한다. 동기 몇명과 어울려 돈 많고 착한 여준에게 달라붙어 커피, 술, 밥을 얻어먹는다. 자신이 낸 의견과 주장에 어린 학생들이 반대 의견을 조금이라도 내면 울컥한다.

- 유인수 : 오천국 (남, 25세) 역 - 명일대 경영학과 3학년, 정호의 단짝 후배. 강자에게 약하고 약자에게 매우 강하다. 호랑이 옆의 여우. 자신들에게 까칠한 같은 학번 수현이 눈에 가시다.

- 윤정훈 : 고상태 (남, 20세) 역 - 명일대 경영학과 1학년, 여준와 고등학교 동창. 여준 주위를 맴돌지만 사실 여준을 질투한다. 여준과 같은 신입생이지만, 복학생 무리와 더 친하다.

- 신수현 : 박혜지 (여, 22세) 역 - 명일대 경영학과 3학년, 돈, 학벌, 외모로 라람을 차별한다. 인기남인 여준과 함께 어울리려고 노력하지만 생갈보다 일이 잘 풀리지 않는다. 자신과는 다르게 여준과 하루가 다르게 친해지는 소빈을 질투하며 둘을 방해하려고 한다.

- 최문희 : 이기선 (여, 22세) 역 - 명일대 경영학과 3학년, 혜지의 단짝 친구. 1학년 때부터 혜지와 다녔다. 사람을 차별하는 혜지가 가끔 못마땅하지만 편 들어주고 어려운 부탁도 대신 해주는 친구다.

- 빈찬욱 : 김정범 (남, 27세) 역 - 명일대 경영학과 4학년, 뻔뻔한 거짓말쟁이다. 설조교와 과사무실에서 근무한다. 설조교가 예뻐하는 소빈을 질투하며, 송교수 라인을 타보려는 야심가.

- 차청화 : 송교수 (여, 40대) 역 - 명일대 경영학과 교수, 명일대 출신으로 박교수의 대학교 선배다. 권위주의자. 차갑고 이성적이다. 학생들과 친하게 지내려는 박교수가 이해가 안 간다. 학교는 경쟁하는 전쟁터이지 낭만을 논하는 놀이터가 아니라는 생각이 확고하다.

- 이루 : 박시재 (남, 40대) 역 - 명일대 경영학과 교수, 학생들을 진심으로 사랑하는 이 시대의 진정한 교수. 영화 '죽은 시인의 사회'의 키팅 선생을 꿈꾼다. 아이들과 밥 먹으며 허심탄회하게 인생 이야기 나누는 게 소소한 꿈이다.

- 이예림 : 설조교 (여) 역 - 경영학과 조교, 명일대 대학원생. 사교성 많은 스타일로 후배들과 친하게 지낸다. 특히 사람들 앞에 잘 나서지 못하고 혼자 다니는 소빈을 안타깝게 여기고 신경 써준다. 송교수의 갑질에 가끔 욱하기도 하지만 참기도 잘 참는다. 대학원생은 힘이 없으니까...

### 여준의 가족
- 나인우 : 여준완 (남, 29세) 역 - 여준의 형, 명일대 경영학과 교수. 불행한 천재. 6살에 미적분을 이해하고, 12살에는 외국 대학의 수학 논문을 읽었던 천재다. 한 치의 오차도 없이 부모가 원하는 삶을 살았다. 감정 표현이 없고 언제나 이성적인 판단과 말, 행동만 하는 FM성격이다. 국내 최연소 박사, 최연소 정교수 등등의 타이틀을 가졌지만 정작 본인은 거기서 아무 의미도 느끼지 못한다. (특별 출연)

- 김형묵 : 여명훈 (남) 역 - 여준과 여준완 형제의 아버지, 대기업 미진식품 사장. 평범한 집안 출신으로 대기업에 입사해 지금의 자리까지 독하게 올라갔다. 끊임없이 경쟁하며 하루도 쉬지 않고 일했다. '우수하게 두각을 나타내지 못하는 인간은 가치가 없다'는 가치관을 가지고 있다.

- 소희정 : 차정주 (여) 역 - 여준과 여준완 형제의 어머니, 음대를 졸업하고 음악가로서 자부심이 컸으나, 집안의 강요로 유학을 포기하고 명훈과 결혼했다. 함께 대학을 다녔던 친구들은 이제는 모두 음대 교수거나 유명 연주자가 됐는데 자신은 미진식품 사모일 뿐인 게 은근히 콤플렉스다. 두 아들, 준완, 준을 최고로 키워내려 한다.

### 수현의 가족
- 김수겸 : 남구현 (남, 21세) 역 - 수현의 남동생, 경찰 공무원 준비 중이다. 돌아가신 아버지처럼 경찰이 되는 게 꿈이다. 형이 경제적으로 얼마나 큰 부담을 지고 있는지 보면서도 잘 모른다. 수현과 다르게 하고 싶은 것은 꼭 해야 하는 철없는 동생.

### 그 외 인물
- 김강민 : 공미주의 구남친 역
- 박수아 : 홍찬기의 구여친 역
- 강다은 : 김혜윤 역 - 명일대학교 신문 방송학과 3학년
- 미상 : 남수현의 어머니 역
- 미상 : 김소빈의 어머니 역

## 시청률
최저 시청률과 최고 시청률은 시청률 조사회사와 지역별로 시청률에 차이가 있을 수 있습니다.
| 2021년 | 2021년   | 2021년         |
| 회차   | 방송일   | AGB 시청률     |
| 회차   | 방송일   | 대한민국(전국) |
| ------ | -------- | -------------- |
| 제1회  | 6월 14일 | 2.3%           |
| 제1회  | 6월 14일 | 2.6%           |
| 제2회  | 6월 15일 | 1.8%           |
| 제2회  | 6월 15일 | 2.2%           |
| 제3회  | 6월 21일 | 1.9%           |
| 제3회  | 6월 21일 | 2.0%           |
| 제4회  | 6월 22일 | 2.0%           |
| 제4회  | 6월 22일 | 2.4%           |
| 제5회  | 6월 28일 | 1.8%           |
| 제5회  | 6월 28일 | 1.4%           |
| 제6회  | 6월 29일 | 1.9%           |
| 제6회  | 6월 29일 | 2.4%           |
| 제7회  | 7월 5일  | 1.6%           |
| 제8회  | 7월 6일  | 2.2%           |
| 제9회  | 7월 12일 | 2.0%           |
| 제10회 | 7월 13일 | 2.0%           |
| 제11회 | 7월 19일 | 1.5%           |
| 제12회 | 7월 20일 | 2.2%           |

## 같이 보기
- 대한민국의 텔레비전 드라마 목록 (ㅁ)
- 2021년 대한민국의 텔레비전 드라마 목록